# Jules Fainzang
Jules Fainzang (né Chil Fajnzang), né à Varsovie, en Pologne le 18 mai 1922 et mort le 21 décembre 2015, est un juif français, d'origine polonaise, survivant de la Shoah et témoin.

## Biographie

### Varsovie
Jules Fainzang est né à Varsovie le 18 mai 1922
Il est le fils de  Meilech Fajnzang et de Ides Fajnzang. Meilech Fajnzang est né le 22 décembre 1895 à Varsovie en Pologne. Ides Fajnzang (née Lichtinger), est née le 26 mai 1894 à Varsovie en Pologne.
Les parents sont des juifs d'origine hassidique. Meilech Fajnzang est un tailleur. Ines Fajnzang fait de la broderie à domicile.
Le yiddish est la langue maternelle de Jules Fainzang.

### Palestine mandataire
En 1925, Les parents Fajnzang décident de quitter la Pologne, avec leurs trois enfants: Esther, Jules et Joseph, pour émigrer à Haïfa, en Palestine mandataire. Sa sœur Esther y meurt du typhus. Des médecins conseillent de quitter le pays, pour raisons de santé. La famille part en Europe. Il n'est pas question de retourner en Pologne.

### Anvers
La famille Fajnzang va à Anvers, en Belgique, en 1927, car le père a un cousin, marchand de poisson, qui y habite. La famille espère toujours pouvoir retourner en Palestine. Jules Fainzang fait partie du mouvement de jeunesse Hashomer Hatzaïr.
La famille Fajnzang habite à Anvers de 1927 jusqu'au 16 mai 1940 date de l'invasion de la Belgique par les Allemands.

### Seconde Guerre mondiale
En mai 1940, la famille Fajnzang se réfugie en France. Elle s'installe dans le village de Lizac dans le Tarn-et-Garonne, en zone libre.
La famille Fajnzang, composée des parents et cinq enfants: quatre garçons ( Jules, Joseph , Henri et Daniel) et une fille, Sarah ( Suzette ), est recueillie par M. Messegué, agriculteur, qui héberge les sept personnes dans une petite maison près de sa ferme.
Suzette , Henri et Daniel Fajnzang sont placés à Moissac, dans la maison des éclaireurs israélites de France, située 18, quai du Port, avec d'autres enfants juifs, sous la direction de Shatta Simon et Bouli Simon. Les Simon sauvent près de 500 enfants juifs. En novembre 1942, les Allemands envahissent le sud de la France. Il faut cacher les enfants dans tout le Sud-Ouest.C'est le "planking" préparé depuis longtemps .Suzette et Daniel sont cachés à Beaumont. Suzette est cachée au couvent, sous le nom de Marie-Suzanne Floret. Daniel est caché rue Despeyrous dans l'ancien Lycée professionnel, aujourd'hui maison de retraite. Ils se rencontrent à la cantine mais font semblant de ne pas se connaître , Henri est caché à Roman dans la Drome chez le directeur du lycée , sous le nom  de Henri Follet.

#### Arrestation et déportation
En mars 1942, Jules Fajnzang, son père, Meilech Fajnzang, et son frère Joseph sont arrêtés par des gendarmes français à Lizac et internés au Camp de Septfonds (Tarn-et-Garonne).
Joseph Fajnzang s'évade le 31 juillet 1942 pendant le transfert des prisonniers juifs du camp de Septfonds , il est repris fin septembre et envoyé le 4 décembre au camp de Gurs . En mars 43 il est sélectionné pour aller travailler dans la mine de charbon de Meyreuil (bouches du rhône) dont il s'évade avec d'autres camarades et arrive  le 6 janvier 1944 à Marseille où il rejoint les FTP-MOI, il y rencontre Christine sa future femme.
Jules Fajnzang est transféré au camp de Drancy et déporté à Auschwitz, par le Convoi No. 25, en date du 28 août 1942. Ses parents sont déportés à Auschwitz par le Convoi No 30, en date du 9 septembre 1942 et assassinés à leur arrivée.
Avant l'arrivée de Jules Fajnzang à Auschwitz, le convoi le transportant s'arrête dans la gare de Kosel et les hommes entre 18 et 45 ans reçoivent l’ordre de descendre des wagons. Il travaille pendant un mois dans une forge. Il est transféré alors au camp de Laurahütte, (Haute-Silésie), camp satellite de Auschwitz. Il est transféré ensuite à Blechhammer. Il doit travailler au chantier de construction d’une usine d’armement. Le 21 janvier 1945, avec l’approche de l'armée rouge, les détenus de Blechhammer, dont son ami Walter Spitzer, doivent faire la Marche de la mort jusqu'à Gross-Rosen. Ils sont alors transportés en train vers Buchenwald. Jules est libéré par l’armée américaine le 13 avril 1945. Il est l’un des huit survivants du convoi n°25, parti de Drancy,,,
.

### Après la guerre
En 1945, après un bref engagement dans l'armée américaine (sa connaissance de l'allemand  et du yiddish étant utiles), il rentre à Paris. Il passe par l'hôtel Lutétia. Il retrouve sa fratrie. Il devient tuteur légal de ses trois frères et sœurs ( Henri , Daniel et Suzette ). Suzette prend un bateau pour la Palestine en 1948.
Il rencontre à Paris une jeune femme, Paulette Oler, dont les parents, originaires de Varsovie, ont été déportés à Auschwitz. Le couple se marie en 1948 .
Jules Fainzang et son frère Joseph Fainzang sont membre du parti communiste. En 1951, ils sont interpelés par la police alors qu’ils collent des affiches à Saint-Mandé pour la manifestation du 1er mai. Joseph Fainzang, naturalisé français, n’est pas inquiété. Jules Fainzang, par contre, doit quitter le territoire français. Il rencontre Jacques Duclos, qui lui conseille d'aller à Varsovie. Il part en Pologne, dont il ne connait pas la langue. Il y reste neuf ans ( y  perd ses illusions communistes ) avant de pouvoir rentrer en France en novembre 1960 avec son épouse et ses enfants.

### Mémoire de la Shoah
Jules Fainzang devient un témoin de la Shoah,,,,.

### Famille
Jules Fainzang et son épouse Paulette Fainzang ont deux enfants nés en France : Gérard en 1949 et Danielle en 1950 à Agen où il vivent jusqu'en 1950. Ils ont 3 petits enfants et 6 arrière-petits-enfants,.
Les cinq enfants Fainzang et leurs descendants se rendent à Lizac, le jour du souvenir des déportés.

## Œuvre
- Jules Fainzang, Mémoire de déportation, Paris, Harmattan, coll. « Mémoires du XXe siècle », 2002, 169 p. (ISBN 978-2-7475-3393-5, OCLC 231968410, lire en ligne),[5].